# Aleksandar Busnić
Aleksandar Busnić (in serbo Александар Буснић?; Belgrado, 4 dicembre 1997) è un calciatore serbo, centrocampista del Vizela.

## Caratteristiche tecniche
È un mediano.

## Carriera
Cresciuto nel settore giovanile del Rad Belgrado, nel 2017 è stato ceduto in prestito allo Žarkovo con cui ha debuttato fra i professionisti giocando l'incontro di Kup Srbije vinto ai rigori contro il Metalac.